# 茲諾伊莫縣

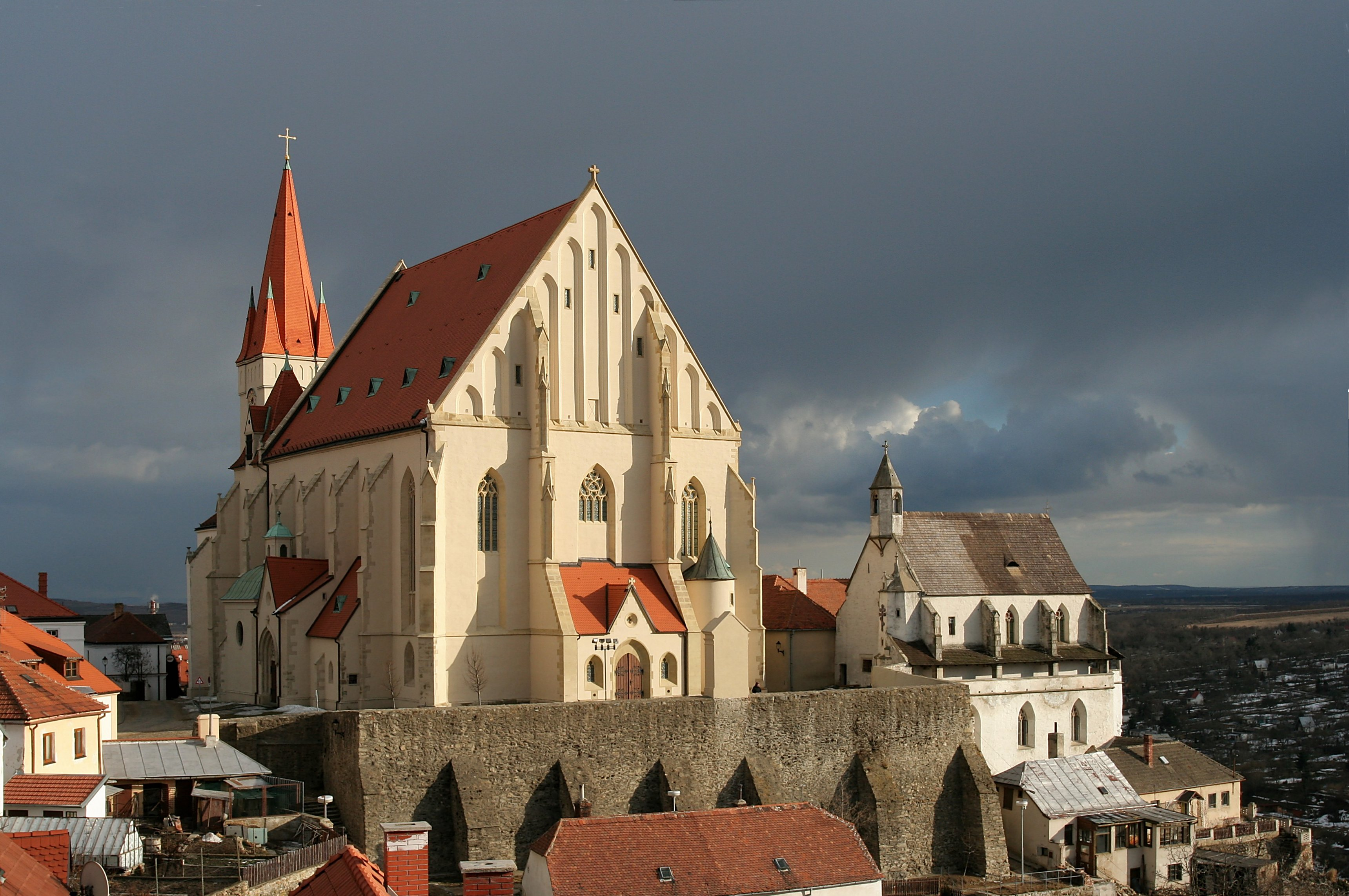

48°51′21″N 16°02′56″E / 48.85583°N 16.04889°E
茲諾伊莫縣（捷克語：Okres Znojmo），是捷克的縣份，位於該國東南部，由南摩拉維亞州負責管轄，首府設於茲諾伊莫，面積1,591平方公里，2007年人口112,459，人口密度每平方公里71人。